# Brasserie Pietra
Pour les articles homonymes, voir Pietra.
Brasserie Pietra est la raison sociale et l'enseigne commerciale d'une brasserie installée en Corse, fondée en 1996 à Furiani.

## Historique
La société Brasserie Pietra, fondée par Armelle et Dominique  Sialelli, est à l'origine de la fabrication de la première bière corse. Pour la petite histoire, cette idée aurait germé à l'été 1992 lors d'un concert d'I Muvrini à Corte. La marque commerciale Pietra s'inspire du nom du village de Pietraserena dont est originaire la famille Sialelli,.

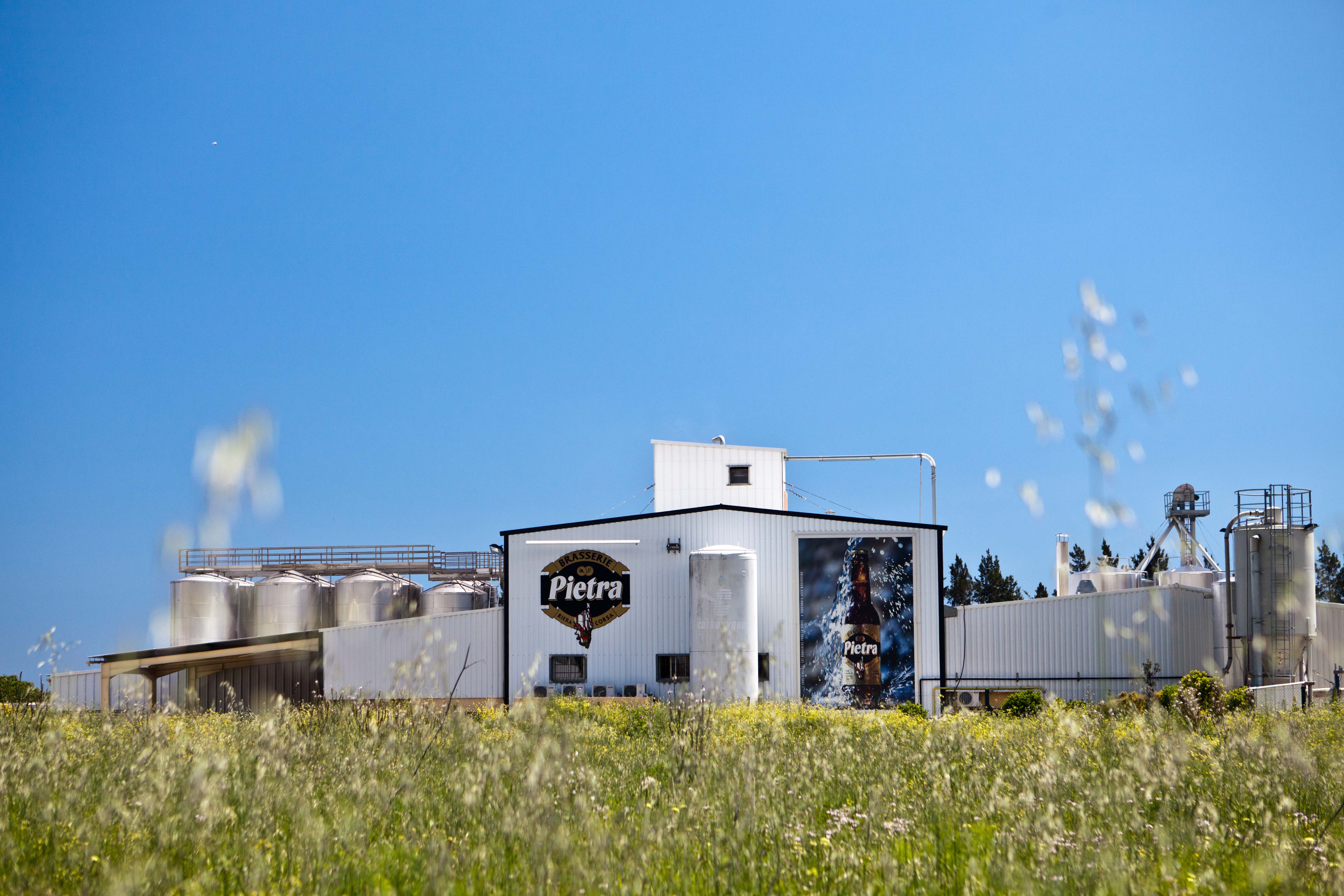
Brasserie de Furiani.

Après un lancement en 1995 via un brassage en France continentale, en juin 1996, la première brasserie Pietra est créée à Furiani près du stade Armand-Cesari, c'est alors la première de Corse.
Brasserie Pietra est propriétaire de la marque Pietra, première bière de châtaigne, cette dernière étant transformée en Corse comme une céréale,. Les châtaignes proviennent exclusivement de châtaigneraies de Castagniccia. L'eau provient de la nappe phréatique d'Acqua Blanca à Furiani.
En 2004, Brasserie Pietra a participé à la finale du Grand Prix de l'entrepreneur. Pour M. Sialleli, c'est un message d'espoir pour la Corse. D'ailleurs, il constate que son entreprise, qui a « démarré de zéro, dans un scepticisme total », suscite aujourd'hui « un respect pour ce que nous avons fait », des pouvoirs publics aux nationalistes… en passant par les patrons de bar. Il n'a à ce jour, dit-il, subi « ni attentat ni pression ou menace d'aucune sorte ».
En 2008, le fonds d'investissement ACG Management (anciennement Viveris Capital) entre au capital via son FIP Neoveris Corse pour soutenir la croissance. Il apporte à nouveau de l'argent frais en 2009 et en 2010.
En 2009, le volume de fabrication était estimée à 42 000 hectolitres. 
En 2014, Brasserie Pietra établit un partenariat avec la brasserie du Mont-Blanc de Chambéry, et exporte un quart de sa production.
La société Brasserie Pietra est, avec une cinquantaine d'employés et 16 M € de chiffre d'affaires en 2014 « un des fers de lance de l’économie corse ». Outre le siège social de Furiani où sont fabriquées les bières, Brasserie Pietra comprend 4 établissements secondaires : un entrepôt de stockage et un service logistique à Biguglia, un commerce de gros de boissons à Borgo ainsi qu'un établissement à Sarrola-Carcopino en Corse-du-Sud.
Brasserie Pietra est une installation classée pour la protection de l'environnement dont le fonctionnement est encadré par l'arrêté préfectoral du 11 juillet 2013.

## Les marques de fabrications

### Marques de bières

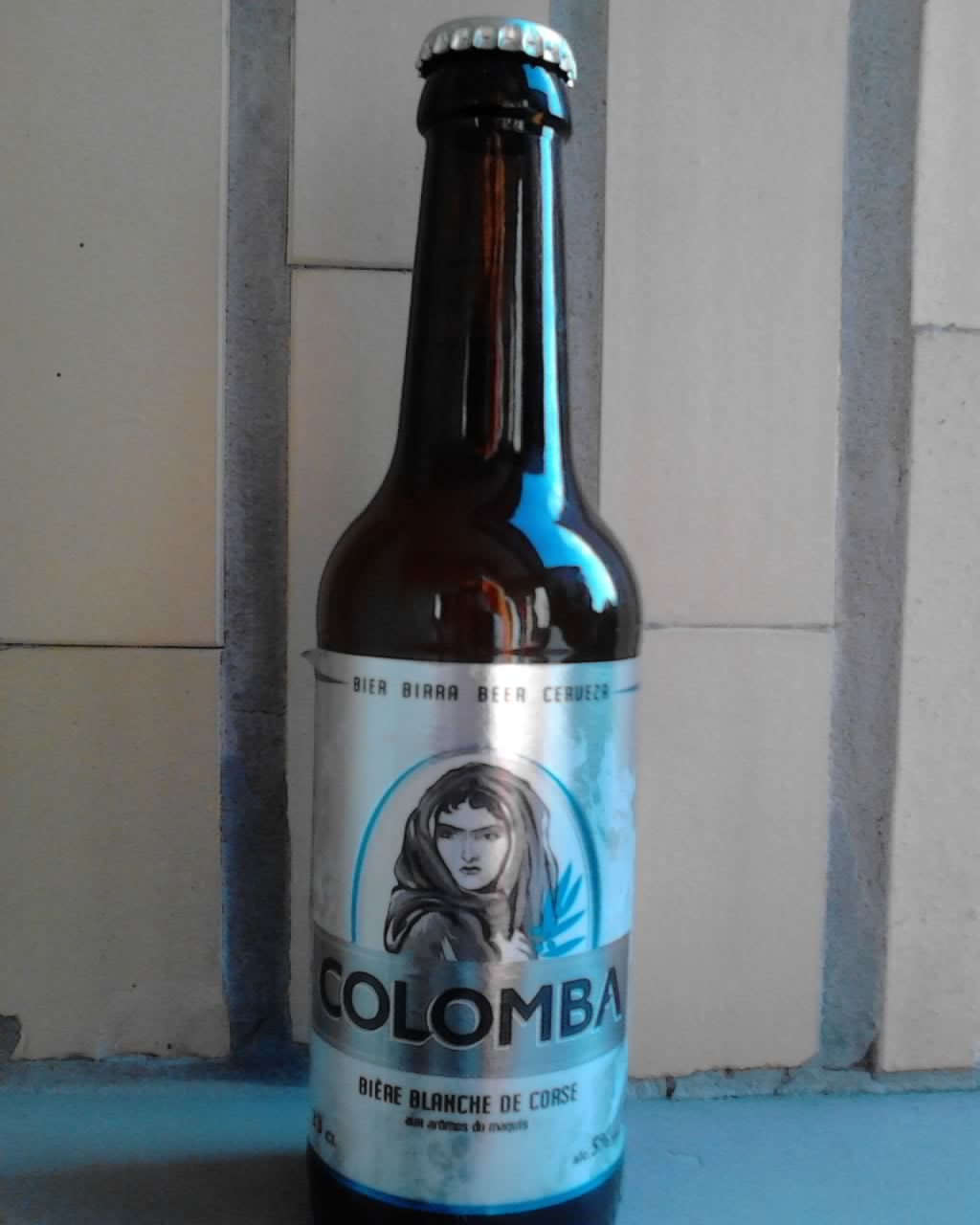
Bouteille de Colomba.

(mars 2021).
- La Pietra [14] est une bière ambrée, à 6° d'alcool. Elle est brassée à partir d'un mélange de malt et de farine de châtaignes issues de cultures corses. Il a fallu étudier pendant de nombreuses années afin de pouvoir valider les qualités de la farine de châtaigne. La haute fermentescibilité de la châtaigne a une excellente incidence sur la tenue de la mousse et donne une très belle couleur dorée à la Pietra, une robe ambrée et une mousse intense à fleur châtaigne.
- La Pietra Bionda[15] est une bière blonde premium élaborée à partir de la recette de la Pietra. Titrant 5,5° d'alcool, c'est une blonde légère, résultant d'un équilibre entre farine de châtaigne corse et d'importations de houblons aromatiques sélectionnées et malts pales.
- La Serena[15] est blonde 100 % pur malt. Elle est légère avec 5° d'alcool. Elle a une amertume très fine.
- La Colomba[15] est une bière blanche aromatisée aux herbes du maquis (arbousier, myrte, ciste, genévrier). Titrant 5° d'alcool, c'est une bière de fermentation basse et légèrement trouble car non filtrée, comme le veut la tradition dans la recette des bières blanches.
- La Pietra de Noël[15] (ou Pietra di Natale[16]).
- La Pietra Rossa[15], aromatisée à la cerise, à la framboise et à la mûre[16].
- La Colomba Rosée, bière blonde aux framboises et à l'orange[1].

### Marques de sodas
- Le Corsica Cola[17][source insuffisante] est le premier cola corse. C'est un soda pur sucre aux arômes naturels, sans aspartame pour sa version « light ».
- La Limunata Carina[17] est la limonade pur sucre aux arômes naturels de citron.

### Marque de whisky
- Depuis 2002, un whisky fabriqué par la brasserie Pietra et distillé par la distillerie Mavela est commercialisé sous le nom de « P&M »[8] (pour Pietra & Mavela).